# Deuxième district congressionnel du New Hampshire
Le 2e district congressionnel du New Hampshire couvre l'ouest, le nord et certaines parties du sud du New Hampshire. Il comprend la deuxième plus grande ville de l'État, Nashua, ainsi que la capitale de l'État, Concord. Il est actuellement représenté à la Chambre des Représentants des États-Unis par la Démocrate Maggie Goodlander.
Bien que le district semble rural, il est classé par le Bureau du recensement comme un district à majorité urbaine, puisqu'une grande partie de la population du district réside dans des zones plus densément peuplées des comtés de Hillsborough, Rockingham et Merrimack. Le district abrite le Dartmouth College, le deuxième plus grand collège de l'État. Certains des plus grands employeurs du district sont Dartmouth Hitchcock, le Dartmouth College, le Southern New Hampshire Health System et BAE Systems.

## Histoire
Le district (2022-) comprend :
- Les villes de Center Harbor et New Hampton dans le Comté de Belknap

- Les villes d'Albany, Jackson et Sandwich dans le Comté de Carroll

- Tout le Comté de Cheshire

- Tout le Comté de Coos

- Tout le Comté de Grafton

- Tout le Comté de Hillsborough, à l'exception des municipalités de Bedford, Goffstown, Manchester et Merrimack

- Tout le Comté de Merrimack, à l'exception de la ville de Hooksett

- Les villes d'Atkinson, Deerfield, Northwood, Salem et Windham dans le Comté de Rockingham

- Tout le Comté de Sullivan

Jusqu'en 1847, les Représentants du New Hampshire étaient élus at-large, dans l'ensemble de l'État et non dans les districts. Les districts ont commencé à être utilisés lors des élections de 1846. Jusqu'aux élections de 1878, le New Hampshire élisait ses membres de la Chambre des Représentants des États-Unis en mars des années impaires. Ce serait trop tard pour le début du mandat du 4 mars, mais la première session de la Chambre ne commençait généralement qu'en décembre ; donc, des élections en mars n'étaient pas un problème. Le district comprend actuellement le Dartmouth College, et tous ses Représentants depuis 1995 (Bass, Hodes et Kuster) sont des anciens élèves de Dartmouth.
Historiquement, le 2e district a eu de fortes tendances républicaines, ayant voté Républicain 71 fois et Démocrate seulement 15 fois. Le district a penché Démocrate dans les courses au Congrès depuis 2006 et dans les élections présidentielles depuis 2000.

## Historique de vote
| Année | Poste      | Résultats                     |
| ----- | ---------- | ----------------------------- |
| 2000  | Président  | Gore 48,0 % - 47,0 %          |
| 2004  | Président  | Kerry 52,0 % - 47,0 %         |
| 2008  | Président  | Obama 56,0 % – 43,0 %         |
| 2012  | Président  | Obama 54,0 % – 45,0 %         |
| 2012  | Gouverneur | Hassan 56,0 % - 41,0 %        |
| 2014  | Gouverneur | Hassan 54,0 % - 46,0 %        |
| 2014  | Sénat      | Shaheen 54,0 % – 46,0 %       |
| 2016  | Président  | Clinton 49,0 % - 46,0 %       |
| 2016  | Gouverneur | Van Ostern 48,0 % - 47,0 %    |
| 2016  | Sénat      | Hassan 49,0 % – 47,0 %        |
| 2018  | Gouverneur | Sununu 51,0 % – 48,0 %        |
| 2020  | Président  | Biden 54,0 % – 45,0 %         |
| 2020  | Gouverneur | Sununu 63,0 % – 35,0 %        |
| 2020  | Sénat      | Shaheen 57,0 % – 40,0 %       |
| 2022  | Gouverneur | Sununu 56,0 % – 43,0 %        |
| 2022  | Sénat      | Maggie Hassan 54,0 % – 44,0 % |

## Liste des Représentants du district
| Membre                          | Parti        | Années                           | Congrès     | Histoire électorale |
| ------------------------------- | ------------ | -------------------------------- | ----------- | --- |
| District établit le 4 mars 1847 |              |                                  |             | |
| Charles H. Peaslee (en)         | Démocrate    | 4 mars 1847 - 3 mars 1853        | 30e - 32e   | Élu en 1847. Réélu en 1849. Réélu en 1851. Retrait.                                                                                           |
| George W. Morrison (en)         | Démocrate    | 4 mars 1853 - 3 mars 1855        | 33e         | Élu en 1853. Perd sa réélection. |
| Mason Tappan (en)               | Know Nothing | 4 mars 1855 - 3 mars 1857        | 34e         | Élu en 1855. Réélu en 1857. Réélu en 1859. Retrait.                                                                                           |
| Mason Tappan (en)               | Républicain  | 4 mars 1857 - 3 mars 1861        | 35e , 36e   | Élu en 1855. Réélu en 1857. Réélu en 1859. Retrait.                                                                                           |
| Edward H. Rollins (en)          | Républicain  | 4 mars 1861 - 3 mars 1867        | 37e - 39e   | Élu en 1861. Réélu en 1863. Réélu en 1865.vRetrait.                                                                                           |
| Aaron Fletcher Stevens (en)     | Républicain  | 4 mars 1867 - 3 mars 1871        | 40e , 41e   | Élu en 1867. Réélu en 1869. Perd sa réélection.                                                                                               |
| Samuel Newell Bell (en)         | Démocrate    | 4 mars 1871 - 3 mars 1873        | 42e         | Élu en 1871. Perd sa réélection. |
| Austin F. Pike (en)             | Républicain  | 4 mars 1873 - 3 mars 1875        | 43e         | Élu en 1873. Retrait. |
| Samuel Newell Bell (en)         | Démocrate    | 4 mars 1875 - 3 mars 1877        | 44e         | Élu en 1875. Retrait. |
| James F. Briggs (en)            | Républicain  | 4 mars 1877 - 3 mars 1883        | 45e - 47e   | Élu en 1877. Réélu en 1879. Réélu en 1880. Retrait.                                                                                           |
| Ossian Ray (en)                 | Républicain  | 4 mars 1883 - 3 mars 1885        | 48e         | Redécoupage depuis le 3e district et réélu en 1882. Retrait.                                                                                  |
| Jacob H. Gallinger (en)         | Républicain  | 4 mars 1885 - 3 mars 1889        | 49e , 50e   | Élu en 1884. Réélu en 1886. Retrait. |
| Orren C. Moore (en)             | Républicain  | 4 mars 1889 - 3 mars 1891        | 51e         | Élu en 1888. Perd sa réélection. |
| Warren F. Daniell (en)          | Démocrate    | 4 mars 1891 - 3 mars 1893        | 52e         | Élu en 1890. Retrait. |
| Henry Moore Baker (en)          | Républicain  | 4 mars 1893 - 3 mars 1897        | 53e , 54e   | Élu en 1892. Réélu en 1894. Retrait. |
| Frank Gay Clarke (en)           | Républicain  | 4 mars 1897 - 9 janvier 1901     | 55e , 56e   | Élu en 1896. Réélu en 1898. Retrait mais décède avant le début du mandat précédent.                                                           |
| Vacant                          | Vacant       | 9 janvier 1901 - 3 mars 1901     | 56e         | |
| Frank Dunklee Currier (en)      | Républicain  | 4 mars 1901 - 3 mars 1913        | 57e - 62e   | Élu en 1900. Réélu en 1902. Réélu en 1904. Réélu en 1906. Réélu en 1908. Réélu en 1910. Perd sa réélection.                                   |
| Raymond Bartlett Stevens (en)   | Démocrate    | 4 mars 1913 - 3 mars 1915        | 63e         | Élu en 1912. Retrait pour se présenter comme Sénateur des États-Unis.                                                                         |
| Edward Hills Wason (en)         | Républicain  | 4 mars 1915 - 3 mars 1933        | 64e - 72e   | Élu en 1914. Réélu en 1916. Réélu en 1918. Réélu en 1920. Réélu en 1922. Réélu en 1924. Réélu en 1926. Réélu en 1928. Réélu en 1930. Retrait. |
| Charles W. Tobey (en)           | Républicain  | 4 mars 1933 - 3 janvier 1939     | 73e - 75e   | Élu en 1932. Réélu en 1934. Réélu en 1936. Retrait pour se présenter comme Sénateur des États-Unis.                                           |
| Foster Waterman Stearns (en)    | Républicain  | 3 janvier 1939 - 3 janvier 1945  | 76e - 78e   | Élu en 1938. Réélu en 1940. Réélu en 1942. Retrait pour se présenter comme Sénateur des États-Unis.                                           |
| Sherman Adams                   | Républicain  | 3 janvier 1945 - 3 janvier 1947  | 79e         | Élu en 1944. Retrait pour se présenter comme Gouverneur du New Hampshire.                                                                     |
| Noris Cotton (en)               | Républicain  | 3 janvier 1947 - 7 novembre 1954 | 80e - 83e   | Élu en 1946. Réélu en 1948. Réélu en 1950. Réélu en 1952. Retrait pour se présenter comme Sénateur des États-Unis et démissionne lorsqu'élu.  |
| Vacant                          | Vacant       | 7 novembre 1954 - 3 janvier 1955 | 83e         | |
| Perkins Bass (en)               | Républicain  | 3 janvier 1955 - 3 janvier 1963  | 84e - 87e   | Élu en 1954. Réélu en 1956. Réélu en 1958. Réélu en 1960. Retrait pour se présenter comme Sénateur des États-Unis.                            |
| James Colgate Cleveland (en)    | Républicain  | 3 janvier 1963 - 3 janvier 1981  | 88e - 96e   | Élu en 1962. Réélu en 1964. Réélu en 1966. Réélu en 1968. Réélu en 1970. Réélu en 1972. Réélu en 1974. Réélu en 1976. Réélu en 1978. Retrait. |
| Judd Gregg                      | Républicain  | 3 janvier 1981 - 3 janvier 1989  | 97e - 100e  | Élu en 1980. Réélu en 1982. Réélu en 1984. Réélu en 1986. Retrait pour se présenter comme Gouverneur du New Hampshire.                        |
| Charles Douglas III (en)        | Républicain  | 3 janvier 1989 - 3 janvier 1991  | 101e        | Élu en 1988. Perd sa réélection. |
| Dick Swett (en)                 | Démocrate    | 3 janvier 1991 - 3 janvier 1955  | 102e , 103e | Élu en 1990. Réélu en 1992. Perd sa réélection.                                                                                               |
| Charles Bass (en)               | Républicain  | 3 janvier 1995 - 3 janvier 2007  | 104e - 109e | Élu en 1994. Réélu en 1998. Réélu en 2000. Réélu en 2002. Réélu en 2004. Perd sa réélection.                                                  |
| Paul Hodes (en)                 | Démocrate    | 3 janvier 2007 - 2011            | 110e , 111e | Élu en 2006. Réélu en 2008. Retrait pour se présenter comme Sénateur des États-Unis.                                                          |
| Charles Bass (en)               | Républicain  | 3 janvier 2011 - 3 janvier 2013  | 112e        | Élu en 2010. Perd sa réélection. |
| Ann McLane Kuster               | Démocrate    | 3 janvier 2013 - 3 janvier 2025  | 113e - 118e | Élue en 2012. Réélue en 2014. Réélue en 2016. Réélue en 2018. Réélue en 2020. Réélue en 2022. Retrait.                                        |
| Maggie Goodlander               | Démocrate    | 3 janvier 2025 - en cours        | 119e        | Élue en 2024. |

## Résultats des récentes élections
Voici les résultats des dix précédents cycles électoraux dans le district.

## Frontières historiques du district

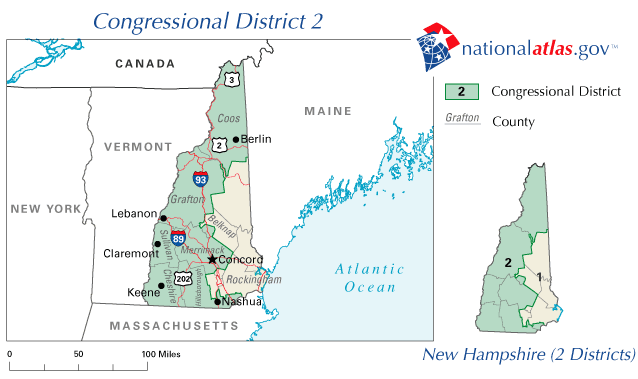
2003 - 2013

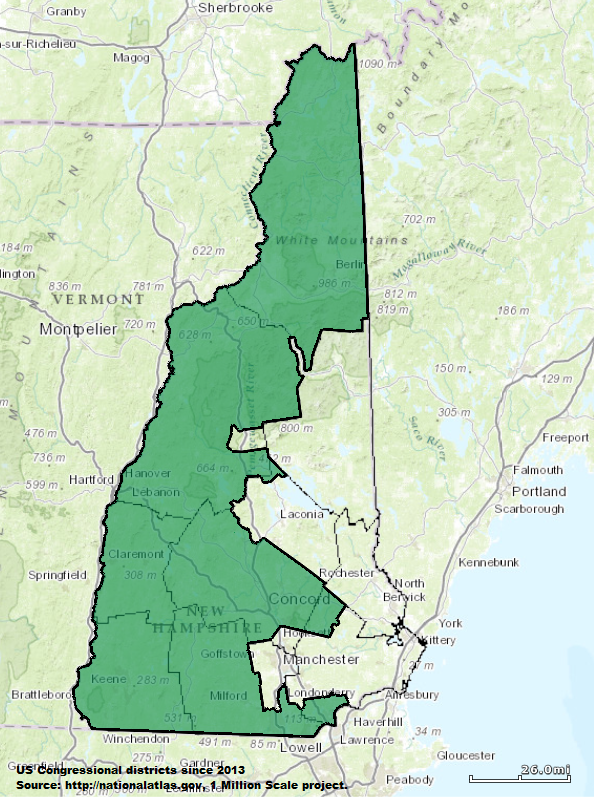
2013 - 2023

### 2004
| Élection de 2004 du 2e district congressionnel du New Hampshire | Élection de 2004 du 2e district congressionnel du New Hampshire | Élection de 2004 du 2e district congressionnel du New Hampshire | Élection de 2004 du 2e district congressionnel du New Hampshire | Élection de 2004 du 2e district congressionnel du New Hampshire |
| --------------------------------------------------------------- | --------------------------------------------------------------- | --------------------------------------------------------------- | --------------------------------------------------------------- | --------------------------------------------------------------- |
| Parti                                                           | Parti                                                           | Candidat                                                        | Votes                                                           | %                                                               |
|                                                                 | Républicain                                                     | Charles Bass (en) (sortant)                                     | 191 188                                                         | 58,3                                                            |
|                                                                 | Démocrate                                                       | Paul W. Hodes                                                   | 125 280                                                         | 38,2                                                            |
|                                                                 | Libertarien                                                     | Richard B. Kahn                                                 | 11 311                                                          | 3,4                                                             |
|                                                                 | Autres                                                          | Autres                                                          | 415                                                             | 0,1                                                             |
| Total des votes                                                 | Total des votes                                                 | Total des votes                                                 | 328 194                                                         | 100%                                                            |
|                                                                 | Les Républicains conservent                                     |                                                                 |                                                                 |                                                                 |

### 2006
| Élection de 2006 du 2e district congressionnel du New Hampshire | Élection de 2006 du 2e district congressionnel du New Hampshire | Élection de 2006 du 2e district congressionnel du New Hampshire | Élection de 2006 du 2e district congressionnel du New Hampshire | Élection de 2006 du 2e district congressionnel du New Hampshire |
| --------------------------------------------------------------- | --------------------------------------------------------------- | --------------------------------------------------------------- | --------------------------------------------------------------- | --------------------------------------------------------------- |
| Parti                                                           | Parti                                                           | Candidat                                                        | Votes                                                           | %                                                               |
|                                                                 | Démocrate                                                       | Paul Hodes (en)                                                 | 108 743                                                         | 52,7                                                            |
|                                                                 | Républicain                                                     | Jennifer Horn                                                   | 94 088                                                          | 45,6                                                            |
|                                                                 | Libertarien                                                     | Ken Blevens                                                     | 3305                                                            | 0,1                                                             |
|                                                                 | Autres                                                          | Autres                                                          | 156                                                             | 0,1                                                             |
| Total des votes                                                 | Total des votes                                                 | Total des votes                                                 | 206 292                                                         | 100%                                                            |
|                                                                 | Les Démocrates prennent aux Républicains                        |                                                                 |                                                                 |                                                                 |

### 2008
| Élection de 2008 du 2e district congressionnel du New Hampshire | Élection de 2008 du 2e district congressionnel du New Hampshire | Élection de 2008 du 2e district congressionnel du New Hampshire | Élection de 2008 du 2e district congressionnel du New Hampshire | Élection de 2008 du 2e district congressionnel du New Hampshire |
| --------------------------------------------------------------- | --------------------------------------------------------------- | --------------------------------------------------------------- | --------------------------------------------------------------- | --------------------------------------------------------------- |
| Parti                                                           | Parti                                                           | Candidat                                                        | Votes                                                           | %                                                               |
|                                                                 | Démocrate                                                       | Paul Hodes (en) (sortant)                                       | 188 332                                                         | 56,4                                                            |
|                                                                 | Républicain                                                     | Jennifer Horn                                                   | 138 222                                                         | 41,4                                                            |
|                                                                 | Libertarien                                                     | Chester L. Lapointe II                                          | 7121                                                            | 2,1                                                             |
| Total des votes                                                 | Total des votes                                                 | Total des votes                                                 | 333 675                                                         | 100%                                                            |
|                                                                 | Les Démocrates conservent                                       |                                                                 |                                                                 |                                                                 |

### 2010
| Élection de 2010 du 2e district congressionnel du New Hampshire | Élection de 2010 du 2e district congressionnel du New Hampshire | Élection de 2010 du 2e district congressionnel du New Hampshire | Élection de 2010 du 2e district congressionnel du New Hampshire | Élection de 2010 du 2e district congressionnel du New Hampshire |
| --------------------------------------------------------------- | --------------------------------------------------------------- | --------------------------------------------------------------- | --------------------------------------------------------------- | --------------------------------------------------------------- |
| Parti                                                           | Parti                                                           | Candidat                                                        | Votes                                                           | %                                                               |
|                                                                 | Républicain                                                     | Charles Bass (en)                                               | 108 610                                                         | 48,3                                                            |
|                                                                 | Démocrate                                                       | Ann McLane Kuster                                               | 105 060                                                         | 46,8                                                            |
|                                                                 | Indépendant                                                     | Tim vanBlommesteyn                                              | 6197                                                            | 2,8                                                             |
|                                                                 | Libertarien                                                     | Howard L. Wilson                                                | 4796                                                            | 2,1                                                             |
| Total des votes                                                 | Total des votes                                                 | Total des votes                                                 | 224 663                                                         | 100%                                                            |
|                                                                 | Les Républicains prennent aux Démocrates                        |                                                                 |                                                                 |                                                                 |

### 2012
| Élection de 2012 du 2e district congressionnel du New Hampshire | Élection de 2012 du 2e district congressionnel du New Hampshire | Élection de 2012 du 2e district congressionnel du New Hampshire | Élection de 2012 du 2e district congressionnel du New Hampshire | Élection de 2012 du 2e district congressionnel du New Hampshire |
| --------------------------------------------------------------- | --------------------------------------------------------------- | --------------------------------------------------------------- | --------------------------------------------------------------- | --------------------------------------------------------------- |
| Parti                                                           | Parti                                                           | Candidat                                                        | Votes                                                           | %                                                               |
|                                                                 | Démocrate                                                       | Ann McLane Kuster                                               | 169 275                                                         | 50,2                                                            |
|                                                                 | Républicain                                                     | Charles Bass (en) (sortant)                                     | 152 977                                                         | 45,4                                                            |
|                                                                 | Libertarien                                                     | Hardy Macia                                                     | 14 936                                                          | 4,4                                                             |
| Total des votes                                                 | Total des votes                                                 | Total des votes                                                 | 337 188                                                         | 100%                                                            |
|                                                                 | Les Démocrates conservent                                       |                                                                 |                                                                 |                                                                 |

### 2014
| Élection de 2014 du 2e district congressionnel du New Hampshire | Élection de 2014 du 2e district congressionnel du New Hampshire | Élection de 2014 du 2e district congressionnel du New Hampshire | Élection de 2014 du 2e district congressionnel du New Hampshire | Élection de 2014 du 2e district congressionnel du New Hampshire |
| --------------------------------------------------------------- | --------------------------------------------------------------- | --------------------------------------------------------------- | --------------------------------------------------------------- | --------------------------------------------------------------- |
| Parti                                                           | Parti                                                           | Candidat                                                        | Votes                                                           | %                                                               |
|                                                                 | Démocrate                                                       | Ann McLane Kuster (sortante)                                    | 130 700                                                         | 54,9                                                            |
|                                                                 | Républicain                                                     | Marilinda Garcia                                                | 106 871                                                         | 44,9                                                            |
|                                                                 | Autres                                                          | Autres                                                          | 613                                                             | 0,3                                                             |
| Total des votes                                                 | Total des votes                                                 | Total des votes                                                 | 238 184                                                         | 100%                                                            |
|                                                                 | Les Démocrates conservent                                       |                                                                 |                                                                 |                                                                 |

### 2016
| Élection de 2016 du 2e district congressionnel du New Hampshire | Élection de 2016 du 2e district congressionnel du New Hampshire | Élection de 2016 du 2e district congressionnel du New Hampshire | Élection de 2016 du 2e district congressionnel du New Hampshire | Élection de 2016 du 2e district congressionnel du New Hampshire |
| --------------------------------------------------------------- | --------------------------------------------------------------- | --------------------------------------------------------------- | --------------------------------------------------------------- | --------------------------------------------------------------- |
| Parti                                                           | Parti                                                           | Candidat                                                        | Votes                                                           | %                                                               |
|                                                                 | Démocrate                                                       | Ann McLane Kuster (sortante)                                    | 174 371                                                         | 49,8                                                            |
|                                                                 | Républicain                                                     | Jim Lawrence                                                    | 158 825                                                         | 45,3                                                            |
|                                                                 | Indépendant                                                     | John Babiarz                                                    | 17 076                                                          | 4,9                                                             |
| Total des votes                                                 | Total des votes                                                 | Total des votes                                                 | 350 272                                                         | 100%                                                            |
|                                                                 | Les Démocrates conservent                                       |                                                                 |                                                                 |                                                                 |

### 2018
| Élection de 2018 du 2e district congressionnel du New Hampshire | Élection de 2018 du 2e district congressionnel du New Hampshire | Élection de 2018 du 2e district congressionnel du New Hampshire | Élection de 2018 du 2e district congressionnel du New Hampshire | Élection de 2018 du 2e district congressionnel du New Hampshire |
| --------------------------------------------------------------- | --------------------------------------------------------------- | --------------------------------------------------------------- | --------------------------------------------------------------- | --------------------------------------------------------------- |
| Parti                                                           | Parti                                                           | Candidat                                                        | Votes                                                           | %                                                               |
|                                                                 | Démocrate                                                       | Ann McLane Kuster (sortante)                                    | 155 358                                                         | 55,5                                                            |
|                                                                 | Républicain                                                     | Steve Negron                                                    | 117 990                                                         | 42,2                                                            |
|                                                                 | Libertarien                                                     | Justin O'Donnell                                                | 6206                                                            | 2,2                                                             |
|                                                                 | Write-In                                                        | Write-In                                                        | 151                                                             | 0,1                                                             |
| Total des votes                                                 | Total des votes                                                 | Total des votes                                                 | 279 705                                                         | 100%                                                            |
|                                                                 | Les Démocrates conservent                                       |                                                                 |                                                                 |                                                                 |

### 2020
| Élection de 2020 du 2e district congressionnel du New Hampshire | Élection de 2020 du 2e district congressionnel du New Hampshire | Élection de 2020 du 2e district congressionnel du New Hampshire | Élection de 2020 du 2e district congressionnel du New Hampshire | Élection de 2020 du 2e district congressionnel du New Hampshire |
| --------------------------------------------------------------- | --------------------------------------------------------------- | --------------------------------------------------------------- | --------------------------------------------------------------- | --------------------------------------------------------------- |
| Parti                                                           | Parti                                                           | Candidat                                                        | Votes                                                           | %                                                               |
|                                                                 | Démocrate                                                       | Ann McLane Kuster (sortante)                                    | 208 289                                                         | 53,9                                                            |
|                                                                 | Républicain                                                     | Steve Negron                                                    | 168 86                                                          | 43,7                                                            |
|                                                                 | Libertarien                                                     | Andrew Olding                                                   | 9119                                                            | 2,4                                                             |
|                                                                 | Write-In                                                        | Write-In                                                        | 147                                                             | 0,0                                                             |
| Total des votes                                                 | Total des votes                                                 | Total des votes                                                 | 386 441                                                         | 100%                                                            |
|                                                                 | Les Démocrates conservent                                       |                                                                 |                                                                 |                                                                 |

### 2022
| Primaire Démocrate de 2022 du 2e district congressionnel du New Hampshire | Primaire Démocrate de 2022 du 2e district congressionnel du New Hampshire | Primaire Démocrate de 2022 du 2e district congressionnel du New Hampshire | Primaire Démocrate de 2022 du 2e district congressionnel du New Hampshire | Primaire Démocrate de 2022 du 2e district congressionnel du New Hampshire |
| ------------------------------------------------------------------------- | ------------------------------------------------------------------------- | ------------------------------------------------------------------------- | ------------------------------------------------------------------------- | ------------------------------------------------------------------------- |
| Parti                                                                     | Parti                                                                     | Candidat                                                                  | Votes                                                                     | %                                                                         |
|                                                                           | Démocrate                                                                 | Ann McLane Kuster (sortante)                                              | 48 630                                                                    | 100%                                                                      |

| Primaire Républicaine de 2022 du 2e district congressionnel du New Hampshire | Primaire Républicaine de 2022 du 2e district congressionnel du New Hampshire | Primaire Républicaine de 2022 du 2e district congressionnel du New Hampshire | Primaire Républicaine de 2022 du 2e district congressionnel du New Hampshire | Primaire Républicaine de 2022 du 2e district congressionnel du New Hampshire |
| ---------------------------------------------------------------------------- | ---------------------------------------------------------------------------- | ---------------------------------------------------------------------------- | ---------------------------------------------------------------------------- | ---------------------------------------------------------------------------- |
| Parti                                                                        | Parti                                                                        | Candidat                                                                     | Votes                                                                        | %                                                                            |
|                                                                              | Républicain                                                                  | Bob Burns                                                                    | 20 925                                                                       | 32,7                                                                         |
|                                                                              | Républicain                                                                  | George Hansel                                                                | 18 994                                                                       | 29,6                                                                         |
|                                                                              | Républicain                                                                  | Lily Williams                                                                | 15 697                                                                       | 24,5                                                                         |
|                                                                              | Républicain                                                                  | Jay Mercer                                                                   | 2191                                                                         | 3,4                                                                          |
|                                                                              | Républicain                                                                  | Scott Black                                                                  | 2177                                                                         | 3,4                                                                          |
|                                                                              | Républicain                                                                  | Dean Poirier                                                                 | 2067                                                                         | 3,2                                                                          |
|                                                                              | Républicain                                                                  | Michael Callis                                                               | 1125                                                                         | 1,8                                                                          |

| Élection de 2022 du 2e district congressionnel du New Hampshire | Élection de 2022 du 2e district congressionnel du New Hampshire | Élection de 2022 du 2e district congressionnel du New Hampshire | Élection de 2022 du 2e district congressionnel du New Hampshire | Élection de 2022 du 2e district congressionnel du New Hampshire |
| --------------------------------------------------------------- | --------------------------------------------------------------- | --------------------------------------------------------------- | --------------------------------------------------------------- | --------------------------------------------------------------- |
| Parti                                                           | Parti                                                           | Candidat                                                        | Votes                                                           | %                                                               |
|                                                                 | Démocrate                                                       | Ann McLane Kuster (sortante)                                    | 171 636                                                         | 55,8                                                            |
|                                                                 | Républicain                                                     | Bob Burns                                                       | 135 579                                                         | 44,1                                                            |
|                                                                 | Write-In                                                        | Write-In                                                        | 369                                                             | 0,1                                                             |
| Total des votes                                                 | Total des votes                                                 | Total des votes                                                 | 307 584                                                         | 100%                                                            |
|                                                                 | Les Démocrates conservent                                       |                                                                 |                                                                 |                                                                 |

### 2024
| Primaire Démocrate de 2024 du 2e district congressionnel du New Hampshire | Primaire Démocrate de 2024 du 2e district congressionnel du New Hampshire | Primaire Démocrate de 2024 du 2e district congressionnel du New Hampshire | Primaire Démocrate de 2024 du 2e district congressionnel du New Hampshire | Primaire Démocrate de 2024 du 2e district congressionnel du New Hampshire |
| ------------------------------------------------------------------------- | ------------------------------------------------------------------------- | ------------------------------------------------------------------------- | ------------------------------------------------------------------------- | ------------------------------------------------------------------------- |
| Parti                                                                     | Parti                                                                     | Candidat                                                                  | Votes                                                                     | %                                                                         |
|                                                                           | Démocrate                                                                 | Maggie Goodlander                                                         | 42 960                                                                    | 63,7                                                                      |
|                                                                           | Démocrate                                                                 | Colin Van Ostern                                                          | 24 342                                                                    | 36,1                                                                      |
|                                                                           | Write-In                                                                  | Write-In                                                                  | 1690                                                                      | 0,2                                                                       |

| Primaire Républicaine de 2024 du 2e district congressionnel du New Hampshire | Primaire Républicaine de 2024 du 2e district congressionnel du New Hampshire | Primaire Républicaine de 2024 du 2e district congressionnel du New Hampshire | Primaire Républicaine de 2024 du 2e district congressionnel du New Hampshire | Primaire Républicaine de 2024 du 2e district congressionnel du New Hampshire |
| ---------------------------------------------------------------------------- | ---------------------------------------------------------------------------- | ---------------------------------------------------------------------------- | ---------------------------------------------------------------------------- | ---------------------------------------------------------------------------- |
| Parti                                                                        | Parti                                                                        | Candidat                                                                     | Votes                                                                        | %                                                                            |
|                                                                              | Républicain                                                                  | Lily Williams                                                                | 22 040                                                                       | 35,6                                                                         |
|                                                                              | Républicain                                                                  | Vikram Mansharamani                                                          | 16 565                                                                       | 26,7                                                                         |
|                                                                              | Républicain                                                                  | Bill Hamlen                                                                  | 9 860                                                                        | 15,9                                                                         |
|                                                                              | Républicain                                                                  | Paul Wagner                                                                  | 2 329                                                                        | 3,8                                                                          |
|                                                                              | Républicain                                                                  | Casey Crane                                                                  | 2 046                                                                        | 3,3                                                                          |
|                                                                              | Républicain                                                                  | Randall Clark                                                                | 1 866                                                                        | 3,0                                                                          |
|                                                                              | Républicain                                                                  | William Harvey                                                               | 1 743                                                                        | 2,8                                                                          |
|                                                                              | Républicain                                                                  | Jay Mercer                                                                   | 1 573                                                                        | 2,5                                                                          |
|                                                                              | Républicain                                                                  | Jason Riddle                                                                 | 869                                                                          | 1,4                                                                          |
|                                                                              | Républicain                                                                  | Robert D'Arcy                                                                | 714                                                                          | 1,2                                                                          |
|                                                                              | Républicain                                                                  | Michael Callis                                                               | 632                                                                          | 1,0                                                                          |
|                                                                              | Républicain                                                                  | Tom Alciere                                                                  | 623                                                                          | 1,0                                                                          |
|                                                                              | Républicain                                                                  | Gerald Beloin                                                                | 552                                                                          | 0,9                                                                          |
|                                                                              | Write-In                                                                     | Write-In                                                                     | 533                                                                          | 0,9                                                                          |

| Élection de 2024 du 2e district congressionnel du New Hampshire | Élection de 2024 du 2e district congressionnel du New Hampshire | Élection de 2024 du 2e district congressionnel du New Hampshire | Élection de 2024 du 2e district congressionnel du New Hampshire | Élection de 2024 du 2e district congressionnel du New Hampshire |
| --------------------------------------------------------------- | --------------------------------------------------------------- | --------------------------------------------------------------- | --------------------------------------------------------------- | --------------------------------------------------------------- |
| Parti                                                           | Parti                                                           | Candidat                                                        | Votes                                                           | %                                                               |
|                                                                 | Démocrate                                                       | Maggie Goodlander                                               | 211 641                                                         | 52,93                                                           |
|                                                                 | Républicain                                                     | Lily Williams                                                   | 187 810                                                         | 46,87                                                           |
|                                                                 | Write-In                                                        | Write-In                                                        | 367                                                             | 0,10                                                            |
| Total des votes                                                 | Total des votes                                                 | Total des votes                                                 | 399 818                                                         | 100                                                             |
|                                                                 | Les Démocrates conservent                                       |                                                                 |                                                                 |                                                                 |